# Schumi (planetka)
(15761) Schumi je planetka nacházející se v hlavním pásu asteroidů. Objevili ji Lutz D. Schmadel a Freimut Börngen. Byla pojmenována po pilotovi formule 1 a pozdějším sedminásobném mistru světa Michaelu Schumacherovi.